# VCA Niederösterreich
SG VCA Hypo Niederösterreich – austriacki męski klub siatkarski z Amstetten założony w 1983 roku. Obecnie gra w austriackiej Bundeslidze.

## Nazwy klubu
- 1983–2001 – VCA Umdasch Amstetten
- 2001–2006 – VCA City Center Amstetten
- 2006–2010 – VCA Hypo Niederösterreich

## Historia
Siatkarska sekcja klubu ATUS City Center Amstetten powstała w 1983 roku jako VCA Umdasch Amstetten. Do końca lat 80. XX wieku rozwijała się pod kierownictwem Hermanna Hofstettera. 
W 1990 roku klub zadebiutował w 1. Bundeslidze, zajmując przez dwa kolejne sezony 4. miejsce. W 1991 roku awansował do II rundy europejskich pucharów, gdzie uległ CSKA Moskwa. W 1992 roku zespół z Amstetten spadł do 2. Bundesligi.
Klub powrócił do najwyższej klasy rozgrywek jako VCA-Cracks w 2001 roku. Przez trzy kolejne sezony występował pod nazwą VCA City Center Amstetten i plasował się kolejno dwa razy na ósmym i raz na dziewiątym miejscu. 
Latem 2006 roku sponsorem klubu został bank Hypo Niederösterreich. 15 września 2006 roku klub przyjął nazwę VCA Hypo Niederösterreich.

## Sukcesy
Puchar Austrii:
- 2010, 2016, 2017, 2018

Mistrzostwo Austrii:
- 2013, 2015, 2018

## Kadra
Sezon 2013/2014
- Pierwszy trener: Martin Kop

| Nr | Imię i nazwisko      | Data ur. | Wzrost | Pozycja      |
| -- | -------------------- | -------- | ------ | ------------ |
| 1  | Lukas Peter Stranger | 1994     | 184    | przyjmujący  |
| 2  | Florian Schnetzer    | 1989     | 183    | libero       |
| 3  | Peter Eglseer        | 1990     | 196    | środkowy     |
| 5  | Daniel Kellum        | 1980     | 192    | przyjmujący  |
| 6  | Luboš Bartůněk       | 1990     | 192    | rozgrywający |
| 7  | Fabian Kriener       | 1995     | 194    | rozgrywający |
| 8  | Radek Motys          | 1983     | 199    | atakujący    |
| 9  | Srđan Vračarić       | 1984     | 202    | środkowy     |
| 10 | Christian Karlin     | 1993     | 190    | przyjmujący  |
| 11 | József Nagy          | 1986     | 203    | środkowy     |
| 12 | Philip Ichovski      | 1991     | 200    | środkowy     |
| 13 | Karl Jurkovics       | 1994     | 198    | środkowy     |
| 14 | Ingmar Zipper        | 1985     | 191    | przyjmujący  |
| 15 | Michael Murauer      | 1991     | 191    | atakujący    |
| 19 | Tobias Koraimann     | 1988     | 199    | przyjmujący  |